# Anna Arena
Ada Anna Arena (* 21. Juni 1919 in Quiliano; † 19. August 1974 in Jesolo) war eine italienische Schauspielerin.
Arena spielte, schauspielerisch begabt und mit energischen Gesichtszügen, mit einiger Aggressivität versehene Frauen in zweiter Reihe von einigen Filmen zwischen 1941 und 1964. Sie besuchte die Accademia di Brera sowie in Genua und sammelte erste Erfahrungen bei kleinen Tourneetheatern in Ligurien. Sie erhielt nur sehr selten die Gelegenheit, in Filmen ihre darstellerischen Möglichkeiten zu verwirklichen.

## Filmografie (Auswahl)
- 1941: C’è un fantasma nel castello
- 1942: Bengasi
- 1951: Das große Ferienabenteuer (Vacanze col gangster)
- 1952: Zorro, der Held (Il sogno di Zorro)
- 1953: Die Wölfin von Kalabrien (La lupa)
- 1955: Unterm Leuchtturm der Liebe (La rossa)
- 1959: Der Sohn des roten Korsaren (La scimitarra del Saraceno)
- 1960: Bel Antonio (Il bell’Antonio)
- 1961: Piratenkapitän Mary (Le avventure di Mary Read)
- 1964: Herkules – Rächer von Rom (Ercole contro Roma)
- 1964: Samson gegen die Korsaren des Teufels (Sansone contro il Corsaro nero)